# 4905 Hiromi
A 4905 Hiromi (ideiglenes jelöléssel 1991 JM1) a Naprendszer kisbolygóövében található aszteroida. Takahasi Acusi és Vatanabe Kazuró fedezte fel 1991. május 15-én.